# Makerbot
MakerBot, es una empresa estadounidense fundada en Nueva York en enero de 2009 por Bre Pettis, Adam Mayer y Zach Smith para producir impresoras 3D. MakerBot contribuyó al progreso temprano del Proyecto RepRap. Cuenta con aproximadamente 400 empleados.
Los productos de Makerbot son liberados al mercado como tecnologías libres tanto en software (GPL) como en hardware (Open Hardware), lo que permite a los compradores y a otras empresas crear sus propias versiones o modificar los productos que compraron.
El 20 de junio de 2013 se anunció la adquisición de MakerBot por parte de Stratasys en una transacción de (U$ 403) cuatrocientos tres millones de dólares.

## Productos

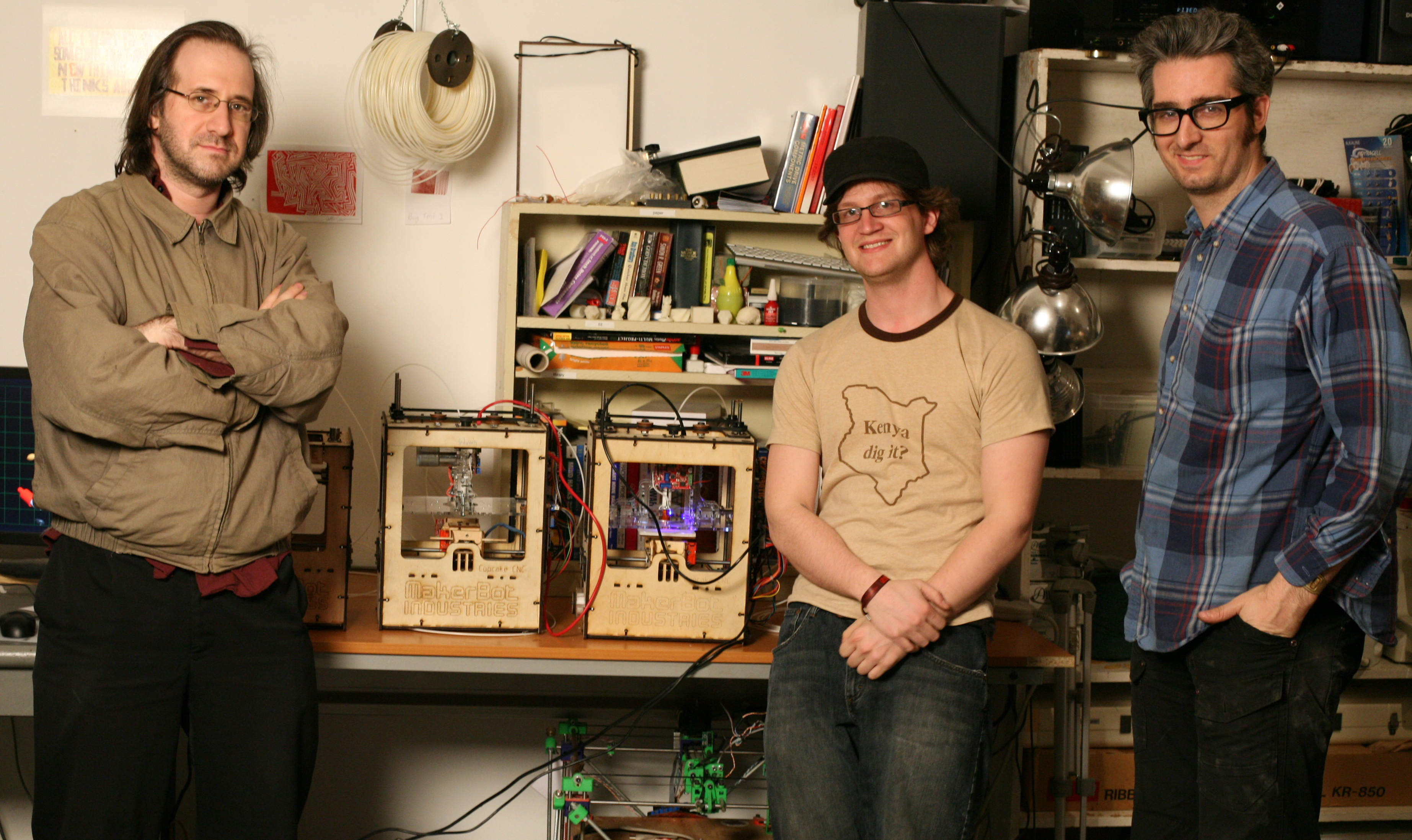
Fundadores de MakerBot (de derecha a izquierda) Adam Mayer, Zach Smith y Bre Pettis con los prototipos finales de la impresora 3D MakerBot Cupcake CNC.

Algunos de los productos de la empresa Makerbot son:
- Cupcake CNC
- Thing-O-Matic
- Replicator
- Replicator 2 Desktop 3D Printer
- Replicator 2X Experimental 3D Printer
- Digitizer Desktop 3D Scanner
- Replicator Desktop 3D Printer
- Replicator Mini Compact 3D Printer
- Replicator Z18 3D Printer